# Mimar Hajrudin
Mimar Hajrudin bio je osmanski arhitekt i građevinski inženjer koji je služio osmanskom sultanu Bajazidu II. (vladao od 1481. do 1512.) te Sulejmanu Veličanstvenom (vladao od 1520. do 1566.).
Mimar Hajrudin bio je učenik čuvenog osmanskog arhitekta Mimara Sinana. Hajrudinova najpoznatija djela su: stari most u Mostaru, džamija Bajazida II. u Carigradu, kompleks sultana Bajazida II. u Drinopolju te još jedan u Amasyi.
Stari most u Mostaru smatran je jednim od najistaknutijih primjeraka islamske arhitekture na Balkanu. Prema legendi most se gradio devet godina te je Hajrudin bio uvjeren da će most propasti nakon skidanja skele, stoga je pobjegao u obližnje naselje Bijelo Polje jer mu je Sulejman Veličanstveni prijetio smrću ako se luk mosta uruši.
Kompleks sultana Bajazida II. nalazi se na obalama rijeke Tundže u Drinopolju te sadrži džamiju, medicinsku školu, bolnicu i kupalište. Kompleks dnevno posjećuje oko 7000 turista.
Mimar Hajrudin smatran je jednim od osnivača osmanskog klasičnog stila u arhitekturi.